# 凱欽克火山
23°34′12″S 67°26′24″W / 23.57000°S 67.44000°W

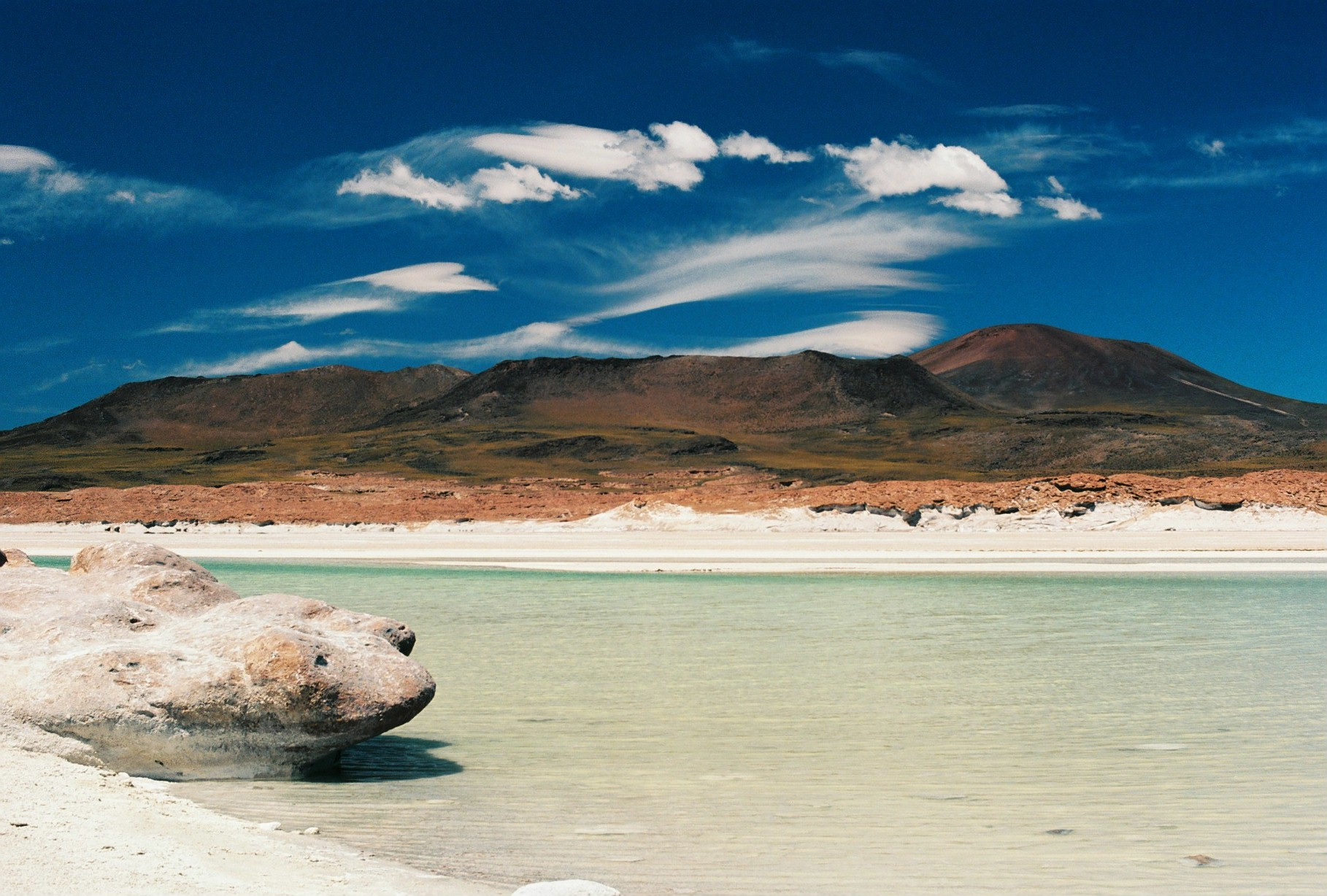
凱欽克火山

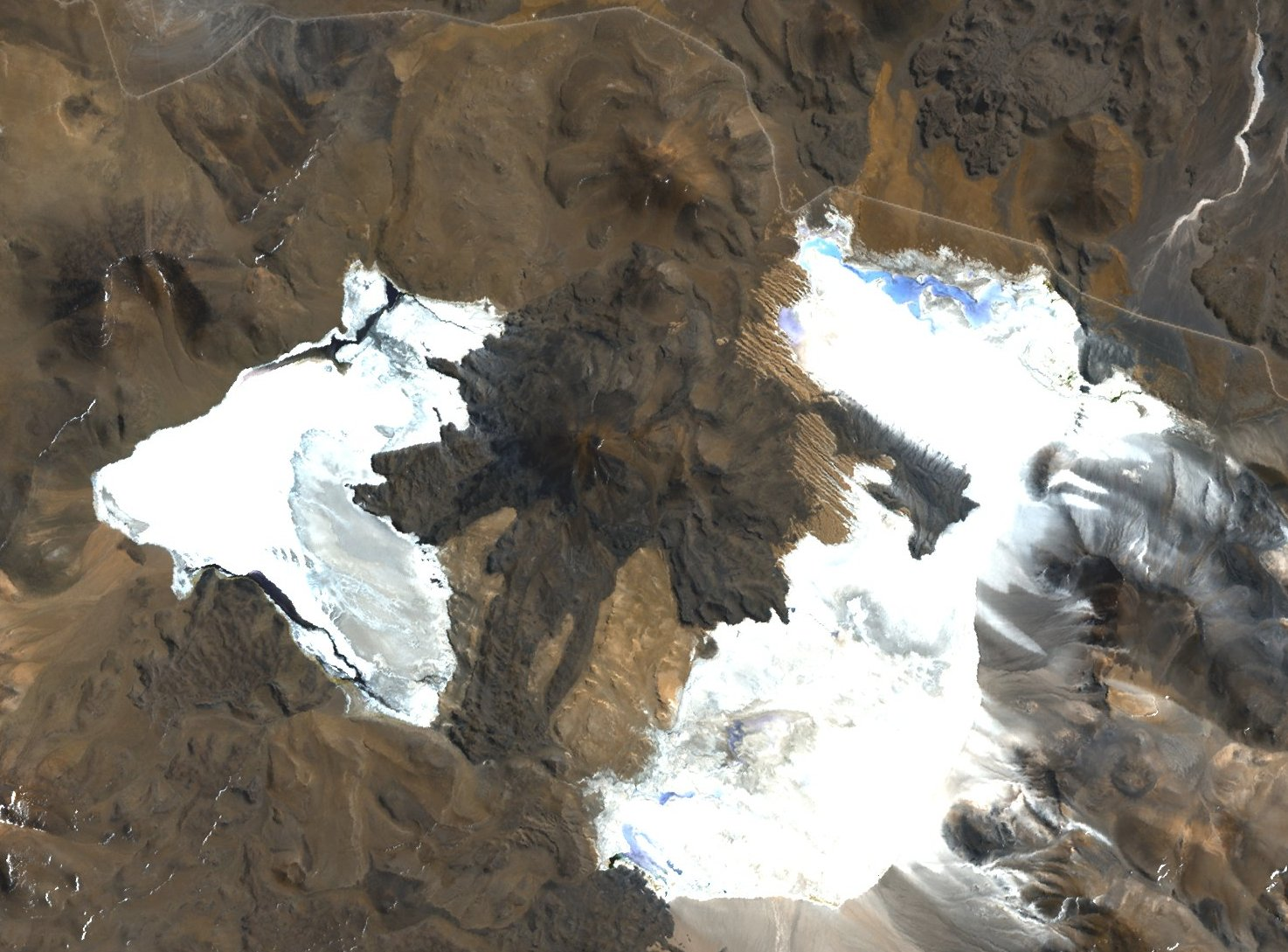

凱欽克火山（西班牙語：Caichinque），是智利的火山，位於該國北部安托法加斯塔大區，處於阿塔卡馬鹽沼西南面和米尼克斯山以南，屬於安第斯山脈的一部分，海拔高度4,450米。